# 빛가람혁신도시체육공원
빛가람혁신도시체육공원(빛가람革新都市體育公園, Bitgaram Innovation City Sports Park)은 대한민국 전라남도 나주시에 있는 스포츠 시설이다. 인조잔디 필드와 우레탄 트랙이 갖춰진 경기장이며, 2014년에 준공되었다.

## 참고 문헌
- “빛가람혁신도시체육공원”. 《나주시 체육시설물 예약 포털》. 나주시청.
- “나주시 체육시설 소개”. 《나주시 체육시설물 예약 포털》. 나주시청.
- 《2019년 전국 공공체육시설 현황 (2018년말 기준)》. 대한민국 문화체육관광부. 2020.
- 《2023 전국 공공체육시설 현황 (2022년 12월말 기준)》. 대한민국 문화체육관광부. 2024.